# Fabia Numantina
Fabia Numantina (fl. 10 a.C. - 24) è stata una nobildonna romana, una degli ultimi membri della Gens Fabia e membro della dinastia giulio-claudia come cugina di secondo grado dell'imperatore Augusto.

## Biografia
Fabia Numantina, della gens Fabia, era figlia di Paolo Fabio Massimo e di Marcia, cugina materna dell'imperatore Augusto. 
Si sposò due volte: la prima con Sesto Appuleio, lontano pronipote di Augusto, a cui diede un figlio omonimo, morto bambino, indicato nel suo epitaffio come "l'ultimo Appuleio", e la seconda, essendo rimasta vedova poco dopo il 14, con Marco Plauzio Silvano, da cui divorziò prima del 24. 
In quell'anno, Silvano fu accusato di aver ucciso la sua seconda moglie, Apronia, figlia di Lucio Apronio, gettandola da una finestra. A processo, Silvano disse di non aver avuto coscienza dell'atto e accusò Fabia di averlo stregato con incantesimi e pozioni. La donna fu processata per stregoneria dallo stesso Tiberio, ma alla fine venne assolta da tutte le accuse. 